# تهدید روسی
تهدید روسی (ارمنی: Ռուսական վտանգը) یکی از مهم‌ترین آثار روبن داربینیان سیاستمدار اهل ارمنستان است با موضوع فلسفه سیاسی. این کتاب در سال ۱۹۲۰ در اولین جمهوری ارمنستان چاپ شد و در سال ۱۹۹۱ در جمهوری تازه تأسیس ارمنستان توسط انتشارات آزاد خُسک تجدید چاپ شد.